# Thomas Smith (Politiker, 1745)

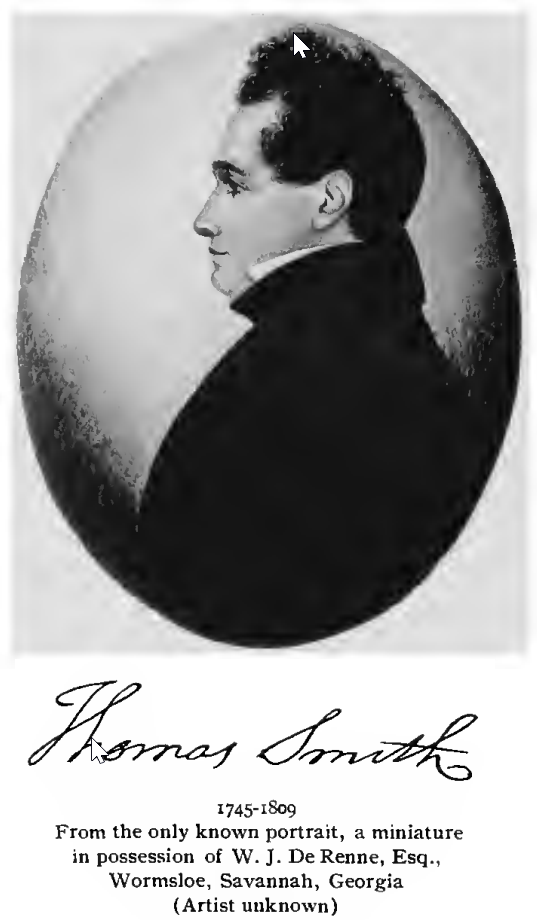
Thomas Smith

Thomas Smith (* 1745; † 31. März 1809 in Philadelphia) war ein US-amerikanischer Jurist und Politiker des Bundesstaates Pennsylvania.

## Leben
In Schottland geboren, besuchte Smith die Universität von Edinburgh. 1769 emigrierte er in die Vereinigten Staaten und ließ sich in Bedford, Pennsylvania, nieder. 1772 erhielt Smith seine Anwaltszulassung, im Jahre 1774 wurde er zum Friedensrichter gewählt.
Nach seiner Teilnahme am Amerikanischen Unabhängigkeitskrieg wurde Smith im Jahre 1776 Mitglied der verfassunggebenden Versammlung von Pennsylvania. Von 1776 bis 1780 gehörte er dem Abgeordnetenhaus von Pennsylvania an. Im Anschluss an seine politische Tätigkeit wurde Smith zum Richter gewählt und war zuletzt von 1794 bis zu seinem Tode Richter am Obersten Gerichtshof des Staates Pennsylvania.